# Confessioni di una mente pericolosa
Confessioni di una mente pericolosa (Confessions of a Dangerous Mind) è un film del 2002 diretto da George Clooney. La pellicola, basata sull'autobiografia omonima di Chuck Barris, segna il debutto alla regia cinematografica dell'attore statunitense.

## Trama
Chuck Barris è un celebre autore e conduttore di spettacoli televisivi, alcuni celeberrimi. Barris però conduce una doppia vita: avvicinato da un agente della CIA, si è lasciato convincere a divenirne membro. La sua attività lo condurrà in giro per il mondo e infine a eliminare anche un infiltrato nella stessa CIA.

## Produzione

### Cast
Julia Roberts e Drew Barrymore, grandi amiche di George Clooney, hanno recitato nel film chiedendo il minimo del cachet: 250.000 dollari; entrambe hanno voluto partecipare al progetto per via della superba sceneggiatura di Charlie Kaufman. Questo ha permesso a Clooney, che disponeva di un basso budget, di poter avere Rockwell nel ruolo del protagonista.
Brad Pitt e Matt Damon appaiono in cameo come concorrenti di uno dei giochi creati dal protagonista, come favore all'amico George Clooney. Michael Cera recita nel ruolo di Chuck Barris da bambino.

## Distribuzione
La distribuzione del film fu curata da Eagle Pictures. Le musiche del film furono inserite in una soundtrack da Domo Records uscita negli Stati Uniti nel 2002. La soundtrack Miramax Motion Picture uscì in Italia nell'aprile del 2003 distribuita da Top Records.

## Slogan promozionali
- «Some things are better left top secret.»
«Alcune cose è meglio lasciarle top secret.»
- «His future was uncertain. His every move was being watched.»
«Il suo futuro era incerto. Ogni sua mossa era sorvegliata.»
- «When you lead two different lives, it's easy to forget what side you're on.»
«Quando si conducono due vite differenti, è facile dimenticare da che parte ti trovi.»

## Riconoscimenti
- 2003 - Festival internazionale del cinema di Berlino
  - Orso d'argento per il miglior attore a Sam Rockwell
- 2002 - National Board of Review Award
  - Migliore sceneggiatura